# Можейко, Леонид Чеславович
Леонид Чеславович Можейко (2 декабря 1954, Ярославль) — российский государственный деятель, исполняющий полномочия главы города Рыбинска с 28 октября 2013 по 8 декабря 2015 года. С 28 января 2016 года генеральный директор АО «Русская механика».

## Биография
Леонид Чеславович родился в 1954 году в городе Ярославль. В 1978 окончил Ярославский педагогический институт по специальности «Английский и немецкий языки». Леонид Чеславович работал переводчиком в Ираке и служил в армии подполковником запаса Службы Внешней Разведки. Он также участвовал в создании образовательных программ в США: «Бизнес для России», «Управление малым бизнесом», «Саббит». Окончил Британский Открытый Университет, участвовал в президентской программе подготовки менеджеров. Работал в венчурном инвестиционном фонде «Квадрига-капитал», который финансировал Европейский банк реконструкции и развития. Занимался развитием проектов на территории Ярославской, Московской, Владимирской, Ивановской, Нижегородской областей. 
С 2003 по 2009 гг. заместитель директора программы SАM-146 и директором по экономике и финансам ОАО «НПО «Сатурн».
С 2009 года — заместитель главы администрации Рыбинска.
С 28 октября 2013 по 8 декабря 2015 года — исполняющий полномочия главы города Рыбинска.
В январе 2016 года назначен генеральным директором АО «Русская механика».